# (77971) Donnolo
(77971) Donnolo est un astéroïde de la ceinture principale aréocroiseur.

## Description
(77971) Donnolo est un astéroïde aréocroiseur. Il présente une orbite caractérisée par un demi-grand axe de 2,32 UA, une excentricité de 0,29 et une inclinaison de 22,0 par rapport à l'écliptique.
Il est nommé d'après l'astronome, médecin et astrologue juif italien Sabbataï Donnolo.